# PCV (motors)

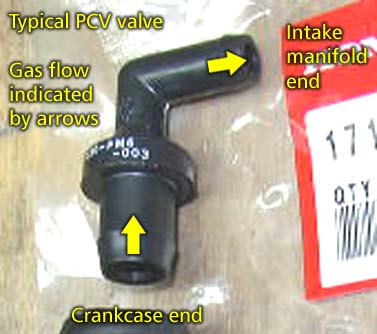
Clàssica vàlvula PCV

El sistema de ventilació de gasos del càrter (PCV) és una solució ideada per a l'evacuació i la posterior re-circulació dels gasos que s'acumulen al càrter d'un motor de combustió en funcionament. La seva instal·lació obeeix a tres motius principals: preservar la integritat de l'oli del motor, evitar sobrepressions al càrter i controlar els gasos contaminants.

## Descripció
Durant el cicle de funcionament d'un motor de combustió interna es produeixen diversos gasos. Entre aquests, els que s'acumulen al càrter són especialment nocius a causa de la pressió interna que generen -la qual podria ocasionar fuites d'oli en juntes i retens- i la seva capacitat de contaminar l'oli, fent que perdi les propietats. Els vapors del lubricant es barregen amb els gasos de la combustió i els vapors del combustible, que passen al càrter com a conseqüència de l'imperfet segellat dels segments (fenomen conegut com a blowby en anglès). Per aconseguir-ne l'evacuació i la re-circulació —impedint l'emissió de contaminants a l'atmosfera— es va idear el sistema de ventilació de gasos del càrter. Es tracta d'un conducte pel qual escapen aquests gasos, que són reconduïts fins als col·lectors d'admissió amb el propòsit de cremar-los a la cambra de combustió. Aquest conducte té una vàlvula –vàlvula PCV– que s'encarrega que el flux vagi en un sol sentit. També disposa d'un decantador d'oli per evitar que contamini el filtre d'aire durant la re-circulació dels gasos del càrter.
Als motors més antics, el sistema era obert, mancava del mecanisme de reciclatge de gasos i aquests eren directament expulsats a l'atmosfera sense ser degudament depurats, causant els greus problemes de contaminació que cal imaginar.

## Vàlvula PCV
La vàlvula PCV és un element que regula l'equilibri de sistema de respiració dels gasos del càrter. Aquests han de ser evacuats alhora que entren. Bàsicament, la vàlvula està composta per un moll, un èmbol i els orificis pels quals passen els gasos.
El règim del motor determina el grau d'obertura de la vàlvula. Al ralentí, el buit al col·lector d'admissió contrau el moll fent que l'èmbol tanqui l'orifici de sortida dels gasos —escassos a aquest règim— del càrter. En canvi, en revolucionar el motor, el buit al col·lector és menor, el moll s'estén i l'èmbol retrocedeix, deixant així pas lliure als gasos en direcció al col·lector d'admissió, on es barregen amb aire fresc.
Amb freqüència, la vàlvula PCV va acoblada a la tapa de balancins, també anomenada tapa de vàlvules, i els gasos circulen fins al col·lector per mitjà de mànegues externes. Però aquestes també es poden trobar dins del bloc del motor, la qual cosa redueix el risc que s'escapin gasos nocius. Quan els motors es conceben per al seu ús en climes molt freds, és normal que la vàlvula PCV o les mànegues que se li adapten portin algun tipus d'escalfador per evitar que l'aigua que de vegades es barreja amb els gasos es congeli i faci malbé el motor.